# Udvalgsaksiomet
Udvalgsaksiomet er et omdiskuteret aksiom i mængdelære formuleret af Ernst Zermelo i 1904. Det postulerer eksistensen af en funktion, som udtager et element i en vilkårlig ikke-tom mængde. Populært postulerer udvalgsaksiomet, at hvis der haves en ( vilkårlig, evt. uendelig ) samling af ikke-tomme mængder, kan der fra hver mængde vælges et element. Udvalgsaksiomet er trods sin kontroversielle status en del af grundlaget for moderne matematik, sådan som det behandles af de fleste matematikere. Udvalgsaksiomet er uafhængigt af Zermelo-Fraenkels aksiomer og omtales i sammenhæng med disse ofte som ZFC.
Det kontroversielle ved udvalgsaksiomet stammer fra, at funktionen ikke er formuleret eksplicit. Med andre ord er der ingen generel metode eller opskrift til at fremstille sådan en funktion i det generelle tilfælde. Der er derfor matematikere, der afviser udvalgsaksiomet i sin generelle form og i stedet anvender en svagere version, f.eks. det tællelige udvalgsaksiom. 
Udvalgsaksiomet er i flere tilfælde forudsætning for tilsyneladende indlysende matematiske sætninger (velordningssætningen), og i andre medfører det paradokser (Banach-Tarskis paradoks). Det danner grundlag for en lang række grundlæggende sætninger.